# Gregorjevo
Gregorjevo je praznik, ki se praznuje 12. marca, na god sv. Gregorja. Šega ima korenine v predkrščanski dobi, vendar se je pri ljudeh uveljavilo prepričanje, da predstavlja prihod pomladi, saj se je po starem koledarju praznovalo na prvi spomladanski dan, ko je svetli del dneva postal daljši. Takrat naj bi čevljarji, kovači in drugi rokodelci, predvsem v krajih na Gorenjskem, prenehali delati ob umetni svetlobi. Po ljudskem izročilu se na ta dan ‘ptički ženijo’, zato je praznik povezan tudi z zaljubljenci.
Ko je veljal še stari julijanski koledar je Gregor Veliki, znan kot prinašalec luči, godoval prav na prvi spomladanski dan, ko je navadno že toplo. 

## Izvor
Do 16. stoletja, ko je veljal stari julijanski koledar, je sv. Gregor godoval na prvi pomladni dan ob spomladanskem enakonočju. S tem, ko so leta 1582 spremenili koledarski sistem iz julijanskega v gregorjevega, se je gregorjevo premaknilo nazaj, zato ga sedaj praznujemo 12. marca. Novo razdelitev leta je vpeljal papež Gregor XIII. in v Avstrijskem cesarstvu je koledar začel veljati leta 1584. Po papežu Gregorju XIII. se zato imenuje tudi gregorijanski koledar, ime praznovanju pa je dal Gregor I., pogosteje imenovan Gregor Veliki. Gregor Veliki je umrl 12. marca 604. Njegovega godu zdaj Rimskokatoliška cerkev ne obhaja več na dan njegove smrti, temveč 3. septembra, na dan, ko je postal papež. Njemu na čast je v Sloveniji sezidanih sedem cerkva. 
Po legendi je sv. Gregor kot dojenček do rokodelca – mlinarja – priplaval v lesenem predmetu po vodi.
Znan je tudi nemški pregovor »Gregoru macht den Tag gleich der Nacht«, v slovenskem prevodu »Gregor naredi dan enak noči«.

## Spuščanje luči po vodi
Šega spuščanja luči po vodi je nasledila predkrščansko obredje, pri katerem so na ali v vodo dali ogenj. Ogenj je bil Perunov atribut, prav tako les in smola. Voda je bila Velesova, njegove so tudi korenine. Z obredom, pri katerem so ljudje ogenj, ki so ga obvladovali, dali v vodo ob prehodu iz starega v novo leto v svetu, vzpostavili nov red in s tem dejanjem – po verovanju – naravi dali moč novega rojevanja.
Šego so poznali marsikje v Evropi in širše v svetu, v več krajih na Bavarskem, v Švici, na vzhodu Francije, na Češkem, v Makedoniji in drugje. Opredeljevali so jo kot šego, ki je sodila v pomladni čas, zaznamovale pa so jo sveče, smola, slama, trske in drugo, kar so ljudje na deskah spustili po vodi. 
V Makedoniji so 6. januarja, na dan sv. treh kraljev, po Ohridskem jezeru spuščali prižgane sveče, ki so jih dali na majhne deske, da jih je veter odnesel daleč proč od obale.
V Franciji je šega povezana s prvo postno nedeljo, ki hkrati velja za znanilko pomladi. Na predvečer sv. Gregorja so običaj poznali v Gerardmerju na severovzhodnem delu Francije, v Grenoblu pa so čolničke s svečami po vodi spustili 25. marca, na dan Marijinega oznanjenja. 

## Gregorjevo na Slovenskem
Najbolj znani kraji na Gorenjskem, kjer je tradicija še posebej živa so Tržič, Kropa, Kamna Gorica in Železniki.
Tržič leži ob sotočju Tržiške Bistrice in Mošenika, kjer so se razvile številne obrti, še posebej čevljarska, drugje po Gorenjskem pa tudi krojaška, šiviljska in kovaška.
V Kropi in Kamni Gorici so po Kroparici in rakah, ki vodijo iz Lipnice, spuščali barčice, v Železnikih so po Selški Sori spuščali deščice, na katere so dali nekaj smole in jo zažgali. Najstarejše poročilo iz Železnikov iz leta 1845 priča o tem, da so gregorčke spuščali fantje, v Tržiču so leta 1900 zapisali, da so to otroci.
Prizorišča, kjer se spuščajo gregorčki, so vedno ob rekah, potokih, rakah ali drugih vodah, na primer bajerjih. S praznovanjem je že razvita turistična dejavnost, vabila na dogodke pa lahko najdemo na krajevnih straneh.

### Spuščanje gregorčkov
Ponekod po Gorenjski in v okolici Ljubljane se na predvečer gregorjevega spušča gregorčke – hiške, cerkvice, barčice in druge predmete, v katerih je luč, ki jo daje sveča ali ogenj, ki s tem naznanjujejo prihod dela leta, ko je sonce dovolj dolgo na obzorju, da rokodelcem ni treba več delati ob luči. Takrat se »luč vrže v vodo«, šega pa se je preoblikovala v prireditev. 
Šega spuščanja gregorčkov, kot jo poznamo iz virov 19. in prve polovice 20. stoletja, najdenih na Slovenskem, se je razvila v 15. ali 16. stoletju, ko so rokodelci začeli v zimskem času delati ob luči, zato je izvor spuščanja luči po vodi starejši od šege, ki jo na podlagi slovenskih virov povezujemo s spuščanjem gregorčkov. 
Ko je bil v veljavi julijanski koledar, je bilo po Evropi v navadi spuščati luči po vodi na dan goda sv. Lucije (takrat na dan zimskega solsticija).  V alpskem prostoru se je šega prenesla na poznejše datume, viri- šele tedaj rokodelci. 
Šega spuščanja luči po vodi je nasledila predkrščansko obredje, pri katerem so na ali v vodo dali ogenj. Ogenj je bil Perunov atribut, prav tako les in smola, voda je bila Velesova, njegove so tudi korenine. Z obredom, pri katerem so ljudje z ognjem, ki so ga dali v vodo ob prehodu iz starega v novo leto v svetu, ki so ga obvladovali, vzpostavili nov red in z dejanjem – po verovanju – naravi dali moč novega rojevanja. 
Izraz gregorčki, s katerimi so označeni predmeti, ki jih ljudje spuščajo po vodi na predvečer goda, se je uveljavil že v zadnji tretjini 20. stoletja; predmeti z dodanimi svečami ali lučmi drugih vrst in so izdelani za namen spuščanja po vodi.

### Ko se ptički ženijo
Na Slovenskem je obveljal tudi rek, da se ptički ženijo na gregorjevo, saj je bil to včasih prvi spomladanski dan.
V Kropi so šli na dan spuščanja gregorčkov na ‘tičjo svatbo’, ko so imeli ptiči svojo ‘ohcet’, dobrote s ptičje ohceti pa so ostale v grmovju, kjer so jih otroci lahko poiskali in se posladkali.   